# Paris-Roubaix 1952
La 50e édition de la course cycliste Paris-Roubaix a eu lieu le 13 avril 1952 et a été remportée par le Belge Rik Van Steenbergen.
La course est l'une des épreuves comptant pour le Challenge Desgrange-Colombo.

## Classement final
|    | Cycliste            | Équipe              | Temps           |
| -- | ------------------- | ------------------- | --------------- |
| 1  | Rik Van Steenbergen | Mercier-Hutchinson  | 5 h 50 min 31 s |
| 2  | Fausto Coppi        | Bianchi-Pirelli     | + 0 s           |
| 3  | André Mahé          | Terrot-Hutchinson   | + 11 s          |
| 4  | Ferdinand Kübler    | Tebag               | + 57 s          |
| 5  | Jacques Dupont      | Dilecta             | + 57 s          |
| 6  | Désiré Keteleer     | Garin-Wolber        | + 1 min 04 s    |
| 7  | Louison Bobet       | Stella-Huret-Dunlop | + 1 min 23 s    |
| 8  | Robert Varnajo      | Gitane-Hutchinson   | + 1 min 23 s    |
| 9  | Loretto Petrucci    | Bianchi-Pirelli     | + 1 min 23 s    |
| 10 | Antonin Rolland     | Terrot-Hutchinson   | + 1 min 23 s    |